# Grande Zabe
O Grande Zabe ou Zabe Superior (em árabe: الزاب الكبير; romaniz.: al-Zāb al-Kabīr; em curdo: Zêy Badînan ou Zêyê Mezin; em turco: Zap Suyu; em siríaco: ܒܐ ܥܠܝܐ; romaniz.: Zāba ʻalya; em grego: Λκοω; romaniz.: Lkoō; em grego bizantino: μέγας Ζβαω; Mégas Zbaō) é um rio com aproximadamente 400 km de extensão que corre no leste da Turquia e noroeste do Iraque. Nasce perto do lago de Vã e desagua no rio Tigre a sul de Mossul. O termo designa igualmente a região da bacia hidrográfica do rio, que ocupa aproximadamente 40 300 km².
Ao longo do seu curso, o rio recebe muitos afluentes, alimentados principalmente por chuva e degelo de neve, pelo que o caudal varia muito ao longo do ano. Está planeada a construção de pelo menos seis barragens no rio ou nos seus afluentes, mas só uma começou a ser construída, a de Bekhme, no Iraque, cujas obras estão paradas desde o início da Guerra do Golfo (1990).
A zona dos montes Zagros atravessada pelo Grande Zabe é habitada desde pelo menos o Paleolítico Inferior e há provas da ocupação de neandertais na bacia hidrográfica, descobertas no sítio arqueológico da caverna de Xanidar. Há registos históricos da região desde o 3.º milénio a.C. Durante o período neoassírio, o Grande Zabe abasteceu a água usada para irrigação das terras em redor da cidade de Ninrude. A Batalha do Zabe (750), que pôs fim ao Califado Omíada, foi travada perto de um afluente do Grande Zabe e no século XIII os vales do rio serviram de refúgio aos refugiados da conquista mongol do Iraque. Durante os séculos XIX e XX a região da bacia hidrográfica do Grande Zabe foi palco de frequentes revoltas de tribos curdas locais, que lutavam pela sua autonomia.

## Curso
O Grande Zabe nasce na Turquia, na região montanhosa a leste do lago de Vã, a aproximadamente 3 000 metros de altitude, e desagua na margem esquerda do rio Tigre em território iraquiano.
O rio atravessa as províncias de Vã e Cacari na Turquia e de Dahuk e Arbil no Iraque. Estas últimas fazem parte do Curdistão iraquiano. Juntamente com o Tigre, o Grande Zabe forma o limite entre aquelas duas províncias iraquianas. No seu curso superior, o rio corre através de gargantas rochosas profundas. O trecho entre Amadia e a garganta de Bekhme (onde a barragem de Bekhme continua por acabar) usualmente é conhecido como vale de Sapna. O rio tem numerosos afluentes em ambas as margens, entre torrentes de montanha e uádis. A maior parte da água é proveniente dos afluentes da margem esquerda, nomeadamente do Rubar-i-Shin, Rukuchuk, Rubar-i-Ruwandiz, Rubat Mawaran e Bastura Chai.
As estimativas para a extensão do rio variam entre 392 km e 473 km. Aproximadamente 300 km situam-se no Iraque. O caudal médio é 419 m3 por segundo, mas foram registados picos de 1 320 m3/s. O caudal anual médio é 13,2 km3. Devido à sua natureza torrencial, os geógrafos árabes da Idade Média descreveram o Grande Zabe e o Pequeno Zabe como estando "possuídos pelo demónio".

## Bacia hidrográfica

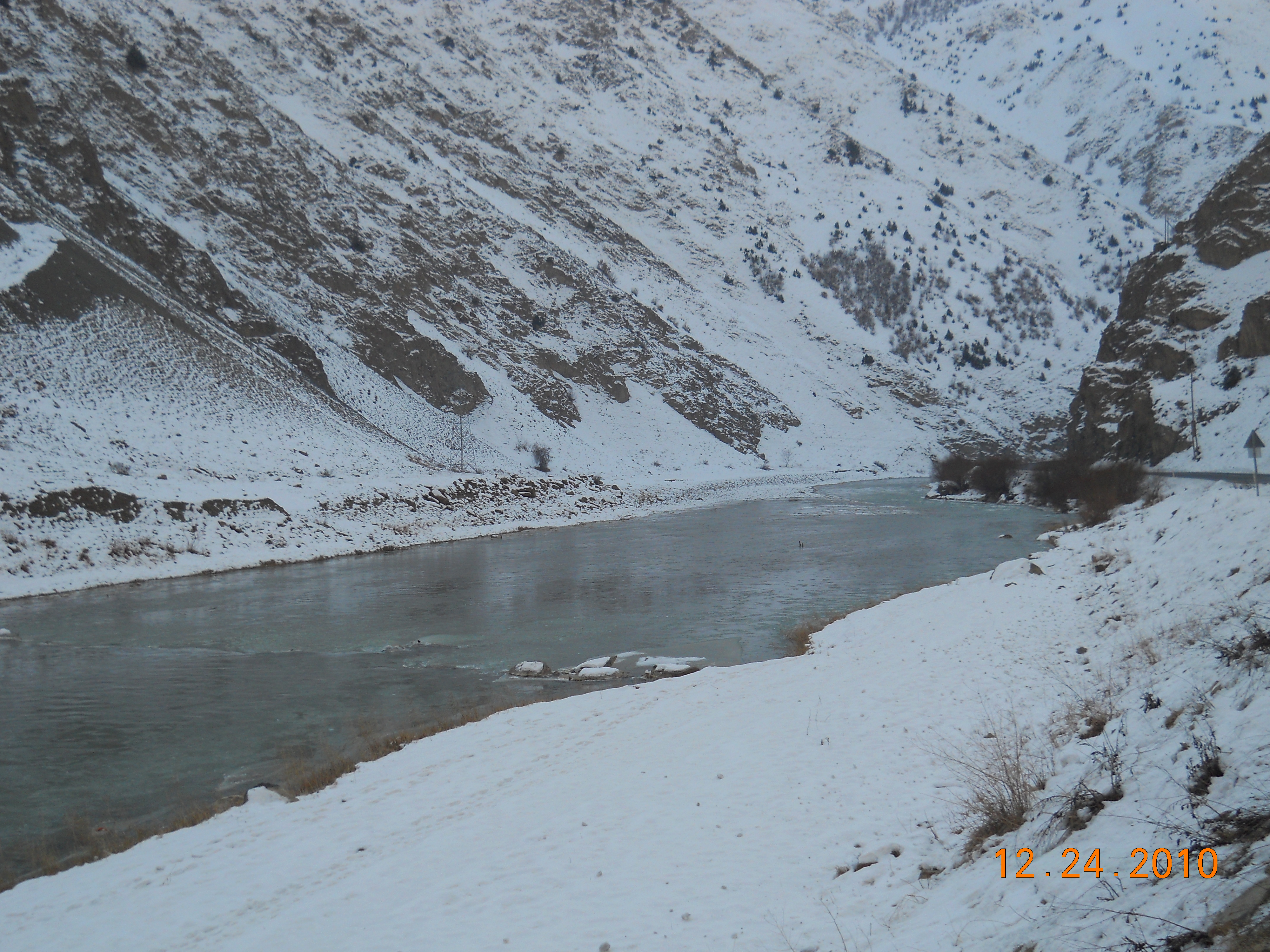
O Grande Zabe no inverno, numa região montanhosa da província turca de Cacari, perto de Yüksekova

As estimativas da área da bacia hidrográfica do Grande Zabe apresentam grande variações, desde 25 810 km² até 40 300 km². Aproximadamente 62% dessa área situa-se no Iraque e 38% na Turquia. A sul, a bacia do Grande Zabe bordeja a do Pequeno Zabe, enquanto a leste junta-se à bacia do Tigre.
A cordilheira de Zagros, atravessada pelo rio, é composta por dobras calcárias paralelas cujos cumes mais altos se elevam a mais de 3 000 m de altitude. Os vales — incluindo o do Grande Zabe — e a zona de contrafortes de sudoeste são de cascalho, conglomerado e arenito, resultantes da erosão fluvial. O vale de Amadia, situado na bacia do Grande Zabe, é o terceiro maior vale dos Zagros iraquianos, a seguir às planícies de Shahrizor e de Ranya (ambas na província de Suleimânia).
O Grande Zabe nasce nas terras altas dos montes Zagros, numa região que frequentemente é classificada como também pertencendo aos montes Tauro, onde predomina um clima com invernos frios e precipitações anuais acima de 1 000 mm. Dali o rio corre para a zona de contrafortes do Zagros, onde a precipitação é bastante menor (300 mm por ano na zona da confluência com o Tigre). As temperaturas médias no verão na zona de contrafortes são geralmente mais altas do que nas zonas de montanha mais altas. A zona alta do Zagros é caraterizada por três ecozonas diferentes: a área acima da linha de florestas (mais de 1 800 m de altitude), onde predominam os arbustos e ervas; a área entre os 1 800 e os 610 m, onde no passado predominava a floresta de carvalho Quercus macrolepis; e os vales mais húmidos e por vezes pantanosos. Nas zonas de floresta, além de carvalhos encontram-se também juníperos (Juniperus) nas terras mais altas; freixos, espinheiros, bordos e nogueiras em altitudes intermédias; pistáchios e oliveiras em zonas mais baixas e mais secas. Nas zonas de contraforte, muitos terrenos são atualmente cultivados, mas ainda há pequenas faixas de vegetação natural, dominada por ervas do género Phlomis.

## Intervenções humanas

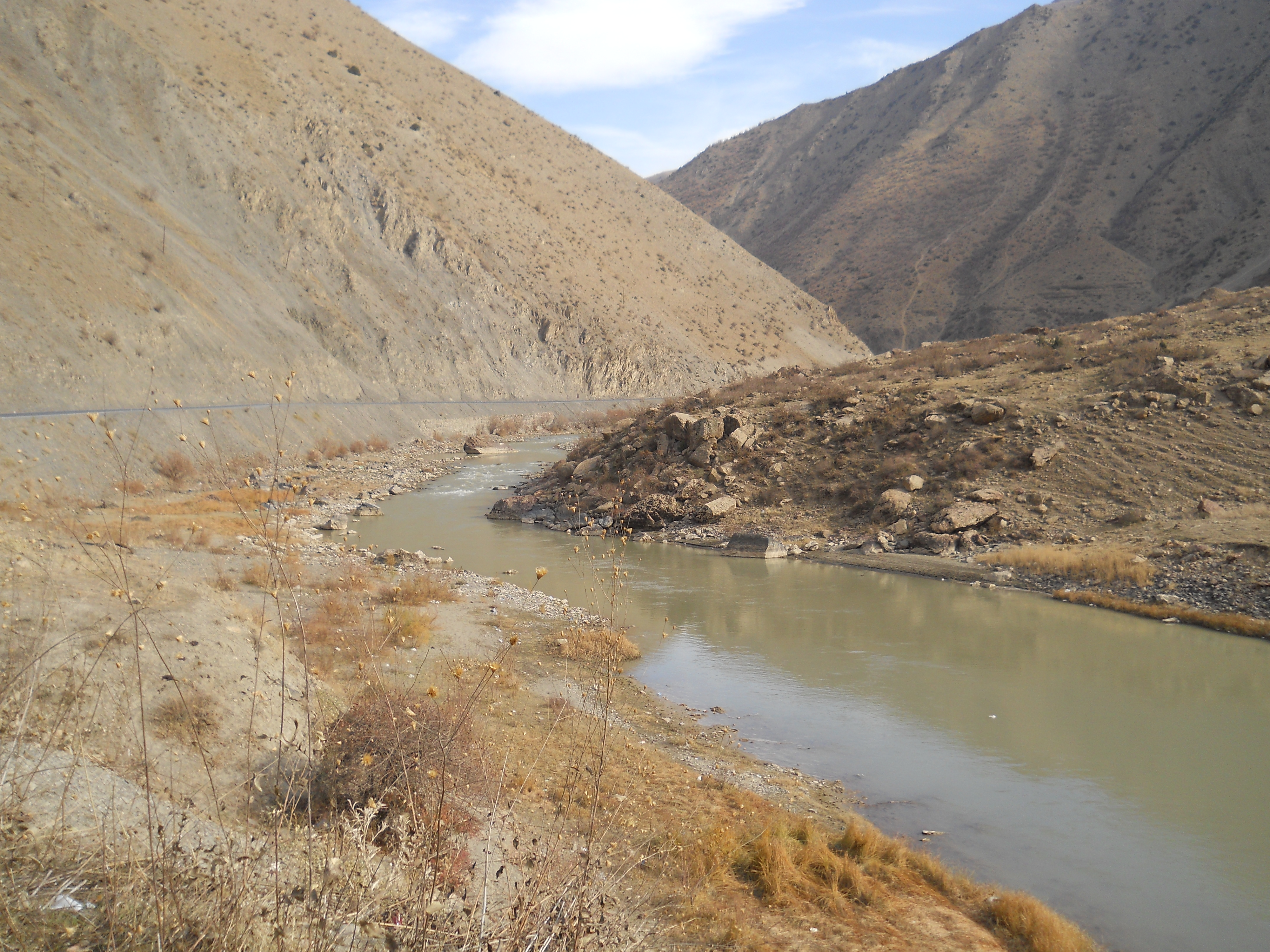
O Grande Zabe nas montanhas da zona de Yüksekova, na Turquia

Em 2015 estava parada a construção de uma grande barragem no Grande Zabe: a barragem de Bekhme, no Iraque. No lado turco, existe uma represa que alimenta a central hidroelétrica a fio de água de Baisle, de 24 MW.
Está planeada a construção de mais cinco barragens na bacia do Grande Zabe na Turquia e no Iraque. A Devlet Su İşleri Genel Müdürlüğü, a agência governamental que gere os recursos hídricos da Turquia tem planos para construir as barragens de Chucurja e de Doanle, perto da cidade fronteiriça de Chucurja, e a barragem de Cacari, perto da cidade homónima. Em 2010, esta última encontrava-se na fase final de projeto, estando planeada uma central energética com 245 MW. As barragens de Chucurja e Doanle abastecerão centrais com 245 e 462 MW, respetivamente.
O Iraque tinha começado a construir a barragem de Bekhme e tem planeadas outras duas: a de Cazir-Gomel e a de Mandaua. Os primeiros projetos para construir uma barragem no Grande Zabe no desfiladeiro de Bekhme para controlo de caudal e para irrigação foram propostos em 1937, mas foram abandonados porque um estudo de viabilidade determinou que o local não era adequado para a construção de barragens. Em 1976, outro estudo propôs três localizações diferentes no Grande Zabe, uma delas a do estudo anterior. O local foi finalmente escolhido em 1989, e as obras começaram. Os trabalhos foram interrompidos em 1990 devido à Guerra do Golfo e ainda não tinham sido retomados no início da década de 2010. Depois da guerra, o local foi alvo de pilhagens. O projeto da barragem de Bekhme previa a construção de uma barragem com enchimento de pedra com 230 metros de altura e uma central hidroelétrica subterrânea com seis turbinas com uma potência total de 1 560 MW. A albufeira criada pela barragem teria 17 km3 de capacidade e inundaria muitas aldeias, o sítio arqueológico de Zaui Chemi Xanidar e a estrada de acesso à caverna de Xanidar (mas não a caverna propriamente dita).

## História

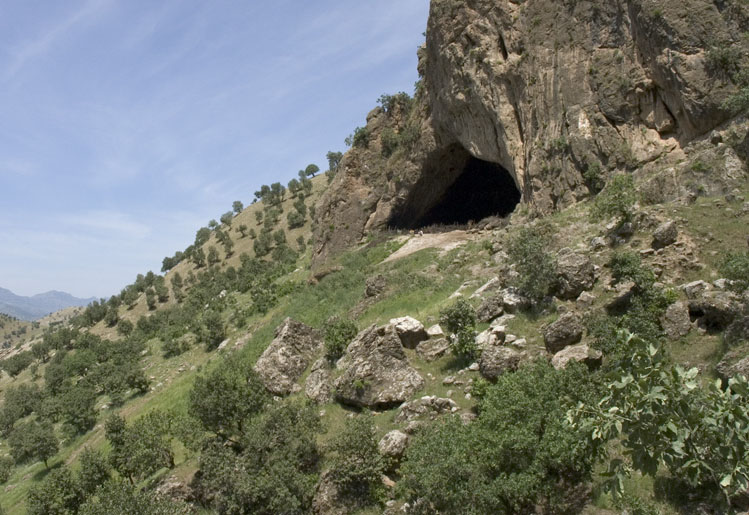
Entrada da caverna de Xanidar, célebre pelos seus enterramentos de neandertais

A ocupação humana nos montes Zagros remonta ao Paleolítico Inferior, como é atestado pela descoberta de numerosos sítios arqueológicos desse período em cavernas da parte iraquiana da cordilheira. Do Paleolítico Médio foram encontrados conjuntos de ferramentas de pedra na caverna de Barda Balca, situada a sul do Pequeno Zabe, e no Zagro iraniano. No início do século XXI foram descobertos numa escavação em Arbil conjuntos de ferramentas de pedra do Musteriense, produzidos por neandertais ou humanos anatomicamente modernos. A caverna de Xanidar foi também habitada por neandertais. Neste sítio arqueológico, situado no vale de Sapna, foi descoberta uma sequência de ocupação que vai do Paleolítico Médio até ao Epipaleolítico. Xanidar é conhecido principalmente pelos seus enterramentos de neandertais. A ocupação epipaleolítica da caverna, contemporânea do uso de ferramentas de pedra kebariense, constitui a evidência mais antiga de ocupação da bacia do Grande Zabe por humanos anatomicamente modernos. O período de ocupação seguinte, do protoneolítico ou natufiano, é contemporânea da ocupação mais antiga do sítio ao ar livre de Zaui Chemi Xanidar.
M'lefaat, no rio Cazir (um afluente do Grande Zabe), foi um antigo pequeno povoado de caçadores-recoletores do 10.º milénio a.C. que foi contemporâneo do Neolítico pré-cerâmico A no Levante. Um levantamento arqueológico na cidadela de Arbil, situada na planície a sul do curso inferior do Grande Zabe, mostrou que o local foi ocupado de forma contínua desde pelo menos o 6.º milénio a.C.

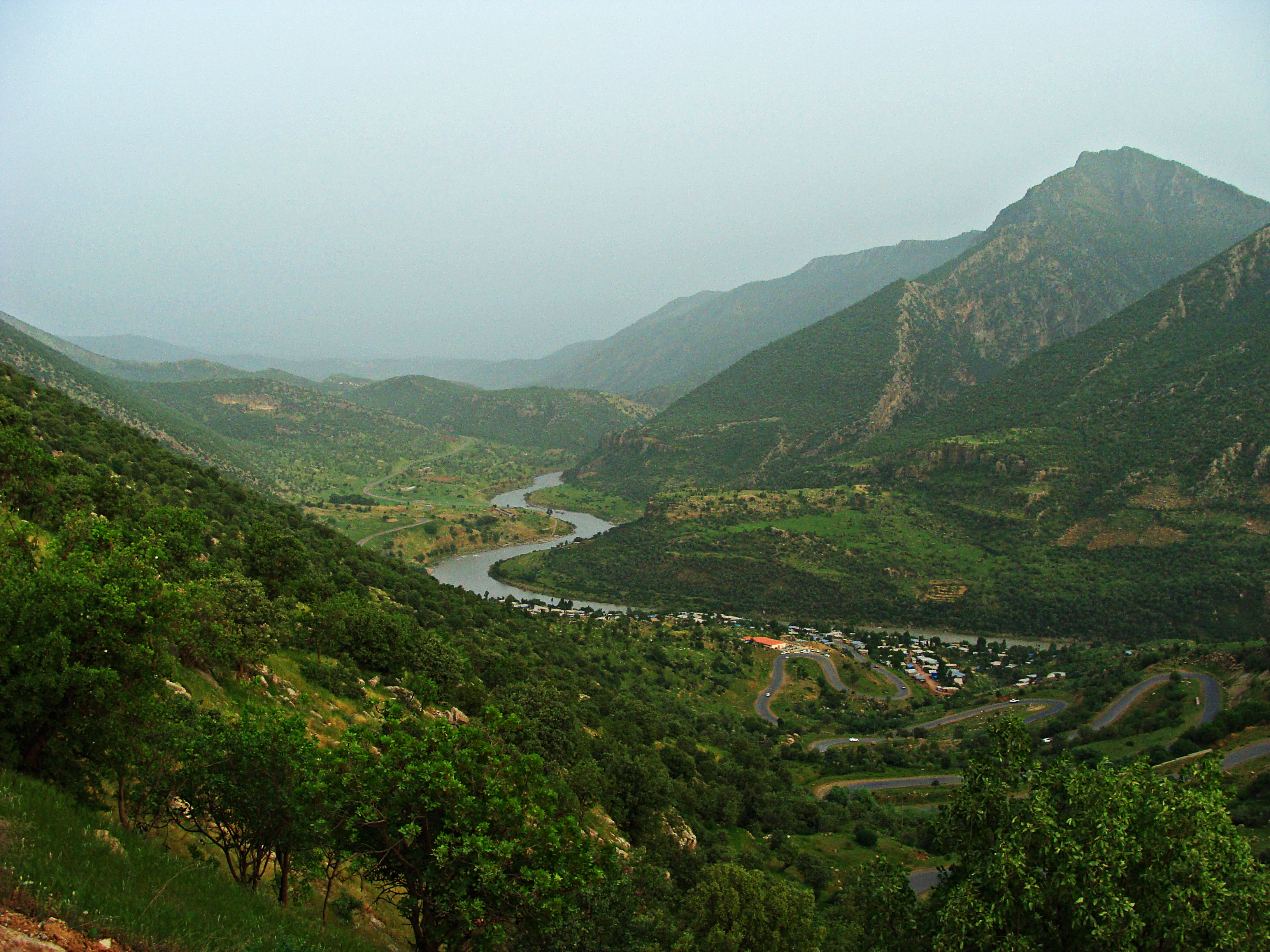
O Grande Zabe no Iraque

A menção histórica mais antiga à região data da terceira dinastia de Ur, quando o rei Sulgi mencionou a cidade de Urbilum — o nome antigo da atual Arbil. Todas as grandes capitais assírias de Assur, Nínive, Ninrude e Dur Xarruquim se situam na zona onde o Grande Zabe desagua no Tigre e a bacia hidrográfica do Grande Zabe foi gradualmente integrada nos impérios Assírio Médio e Neoassírio. Ninrude, a capital do império até 706 a.C., situava-se apenas a 10 km da foz do Grande Zabe. O rei assírio Assurnasirpal II (r. 883–859 a.C.) construiu um canal chamado Pati-Hegali (Patti-Hegalli), que levava água do rio para irrigar as terras em redor de Ninrude; esse canal foi restaurado pelos seus sucessores Tiglate-Pileser III (r. 745–727 a.C.) e Assaradão (r. 681–669 a.C.). O canal corria ao longo da margem direita do Grande Zabe e atravessava a escarpa rochosa através de um túnel que ainda é visível. Depois da queda do Império Neoassírio, os Medos tomaram o controlo da área e mais tarde foi a vez dos Aqueménidas, a partir de 550 a.C. A Batalha de Gaugamela (331 a.C.), uma das batalhas decisivas para a queda do Império Aqueménida nas mãos de Alexandre, o Grande, supostamente teve lugar a norte do Grande Zabe, nos arredores de Mossul. Depois da morte de Alexandre em 323 a.C., a área passou a ser controlada pelos Selêucidas.
Em 750 d.C., Maruane II, o último califa omíada, foi derrotado pelo abássida Açafá na Batalha do Zabe, travada nas margens do rio Cazir, um afluente do Grande Zabe. Quando os mongóis invadiram o Iraque no século XIII e saquearam Arbil, muitos sobreviventes procuraram refúgio nos vales de difícil acesso do Grande Zabe. O vale de Sapna foi habitado por comunidades cristãs e muçulmanas, o que é atestado por artefatos encontrados no sítio arqueológico de Zaui Chemi Xanidar. Durante o século XIX, a região foi controlada por líderes curdos locais. Durante a Primeira Guerra Mundial, houve combates intensos na área e Rauandiz foi saqueada por soldados russos em 1916. A seguir à guerra, houve combates ocasionais intensos com os curdos barzani — que lutavam pelo estabelecimento de uma região autónoma curda — e várias outras tribos curdas, além de combates entre os Barzani e o governo iraquiano. O último levantamento dos curdos na região começou em 1974 e levou a grandes bombardeamentos de cidades e aldeias na bacia do Grande Zabe.